# Гандхидхам
Гандхидхам (англ. Gandhidham, хинди गांधीधाम, гудж. ગાંધીધામ) — город в западной части Индии, в штате Гуджарат, на территории округа Кач.

## История
Город был основан как место для поселения беженцев из пакистанской провинции Синд.

## География
Город находится в западной части Гуджарата, на высоте 26 метров над уровнем моря.
Гандхидхам расположен на расстоянии приблизительно 255 километров к западу от Гандинагара, административного центра штата и на расстоянии 925 километров к юго-западу от Нью-Дели, столицы страны.

## Демография
По данным официальной переписи 2011 года, население составляло 248 705 человек, из которых мужчины составляли 53,2 %, женщины — соответственно 46,8 % . Уровень грамотности населения составлял 72,9 %.

Динамика численности населения города по годам:
| 1991    | 2001    | 2011    |
| ------- | ------- | ------- |
| 104 585 | 151 693 | 248 705 |

## Транспорт
Сообщение Гандхидхама с другими городами осуществляется посредством железнодорожного и автомобильного транспорта.
К северу от города расположен аэропорт.